# Budy Zosine
Budy Zosine lub Budy Zosiny (dawniej także: Budy Zosińskie) – wieś sołecka w Polsce położona w województwie mazowieckim, w powiecie grodziskim, w gminie Jaktorów.

## Historia

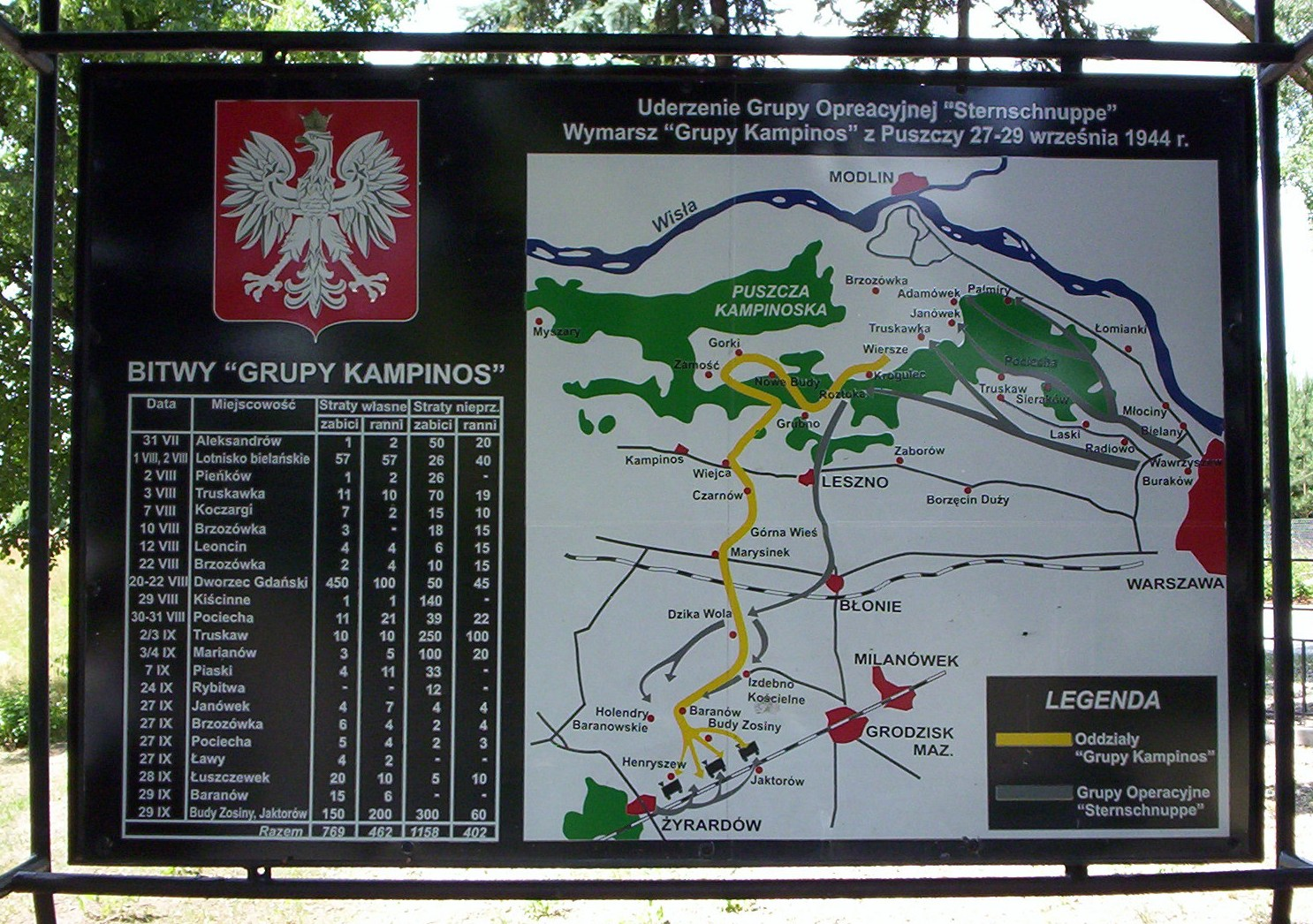
Grupa Kampinos, tablica informacyjna przy cmentarzu

W latach 1975–1998 miejscowość administracyjnie należała do województwa skierniewickiego.
29 września 1944 na terenie wsi miała miejsce ostatnia bitwa żołnierzy Grupy AK „Kampinos”. Pod koniec powstania warszawskiego, 27 września Grupa Kampinos wymaszerowała z terenu Puszczy Kampinoskiej, podejmując próbę dotarcia w Góry Świętokrzyskie. 29 września, podczas próby sforsowania linii kolejowej Warszawa - Żyrardów została otoczona przez siły niemieckie na terenie wsi Budy Zosine i po ciężkiej bitwie rozbita.
Cmentarz żołnierzy AK z Grupy Kampinos na terenie wsi Budy Zosine powstał w 1946. Większe prace porządkowe miały miejsce w 1964 i 2004.
We wsi znajduje się ośrodek Monaru, w którym osoby uzależnione od narkotyków leczą się metodami społeczności terapeutycznej. Budynek, w którym kiedyś mieściła się szkoła, posiada dwa piętra przeznaczone dla pacjentów i strych służący jako spiżarnia i magazyn.